# 용미초등학교
용미초등학교는 대한민국 경기도 파주시에 있는 공립 초등학교이다.

## 학교 연혁
- 1936년 4월 15일 분용 강습소 설치
- 1949년 9월 1일 신산초등학교 용미분교장 개설
- 1950년 6월 25일 북한(조선)군 남침으로 휴교
- 1951년 1월 8일 용미국민학교로 승격
- 1954년 5월 22일 미 제1해병사단 제1보급연대 지원으로 교사 신축
- 1985년 3월 1일 병설유치원 개원
- 1996년 3월 1일 용미초등학교로 개칭
- 2013년 9월 1일 제20대 정운배 교장 취임
- 2015년 2월 13일 61회 졸업생 12명 졸업(총 1,789명 졸업)
- 2015년 3월 2일 신입생 19명 입학
- 2020년 1월 3일 66회 졸업식(총 1,853명 배출)
- 2020년 3월 1일 제22대 김애경 교장선생님 취임

## 교육목표
1. 바른 인성으로 사랑을 나눈는 학생 (도덕인)
2. 창의성을 키우는 실력 있는 학생 (창의인)
3. 재능을 키우며 스스로 꿈을 꾸는 학생 (자주인)
4. 몸과 마음이 든든한 건강한 학생 (건강인)